# Павловка (Алексеевський район)
Павловка (рос. Павловка) — село в Алексєєвському районі Самарської області Російської Федерації.
Населення становить 118 осіб. Входить до складу муніципального утворення сільське поселення Авангард.

## Історія
Від 2005 року входило до складу муніципального утворення сільське поселення Авангард.

## Населення
| 1986 | 2002 | 2010 | 2014 | 2015 |
| ---- | ---- | ---- | ---- | ---- |
| 130  | ↗144 | ↘114 | ↘106 | ↗118 |